# Giovanni Lorenzo Gregori
Giovanni Lorenzo Gregori (Lucca, 1663-Ibidem, 1745) fue un compositor y violinista italiano.
Quedó al servicio de la capilla municipal de Lucca y fue el primero en emplear el término de  Concerto grosso  para las obras de este género, a pesar de que algunos lo atribuyan a Arcangelo Corelli. En todo caso, Gregorio lo publicó antes de que Corelli:  Concerto grossi a Piú stromenti  (Lucca, 1698).  Publicó dos obras teóricas: Il canto fermo in pratica (1697) y Il principianti di musica (1735).
Su hermano Bartolomeo, desarrolló su actividad en Lucca, entre 1697 y 1705, y se dedicó especialmente a la edición de las obras de Giovanni y de otros compositores como Francesco Gasparini, Giovanni Giacomo Gastoldi, Colletti, Andrea Stefano Fiore y Cini.

## Obras musicales
- (34) Arie in stile francese a 1 e 2 voci, Op. 1 (Lucca, 1695)
- (10) Concerti grossi per due violini concertati con i ripieni se piace, alto viola, arcileuto o violoncello, con il basso per l’organo, Op. 2 (Lucca, 1698)
- Cantate da Camera a voce sola, Op. 3 (Lucca, 1698)
- Oratorio per Santa Cecilia (Lucca, 1701, perdida)
- I trionfi della fede nel martirio del gloriosissimo S. Paolino primo vescovo di Lucca (Lucca, 1703, perdida)
- Concerti sacri a 1 o 2 voci con strumenti (Lucca, 1705)
- La Passione di Nostro Signore Gesù Cristo (Lucca, 1735)
- La Natività di Nostro Signor Gesù Cristo (Lucca, 1735 or 1737, perdida)
- Le glorie di S. Anna (Lucca, 1739, perdida)